# Liste de sujets nommés d'après Srinivasa Ramanujan
Srinivasa Ramanujan (1887 – 1920) a donné son nom aux différents sujets de cette liste.

## Mathématiques
- Cahiers de Ramanujan
- Congruences de Ramanujan

- Conjecture de Ramanujan
- Constante de Landau-Ramanujan
- Constante de Ramanujan
- Constante de Ramanujan-Soldner
- Équation de Ramanujan-Nagell
- Équation diophantienne de Brocard-Ramanujan
- Fraction continue de Rogers-Ramanujan
- Graphe de Ramanujan
- Identités de Rogers-Ramanujan
- Master theorem de Ramanujan
- Nombre de Hardy-Ramanujan
- Nombre premier de Ramanujan
- Sommation de Ramanujan
- Somme de Ramanujan

## Institutions et sociétés
- Ramanujan College, université de Delhi
- Ramanujan Institute for Advanced Study in Mathematics
- Srinivasa Ramanujan Institute of Technology
- Ramanujan Mathematical Society
- Srinivasa Ramanujan Centre
- The Ramanujan Journal

## Prix et récompenses
- Médaille Srinivasa Ramanujan
- Prix SASTRA Ramanujan
- Prix ICTP Ramanujan

## Autres
- (4130) Ramanujan